# Malajglasögonfågel
Malajglasögonfågel (Zosterops auriventer) är en nyligen urskiljd fågelart i familjen glasögonfåglar inom ordningen tättingar.

## Utseende och läte
Malajglasögonfågeln är en liten gulaktig fågel, mycket lik andra glasögonfåglar med grönaktig ovansida, grå buk och vit ring kring ögat. Katerakteristiskt är ett centralt gult längsgående band på buken som förbinder gula strupen med gula undergumpen. Bland lätena hörs behagliga men sträva "tsee, tsee" liksom ljusare och mer metalliska korta visslingar.

## Utbredning och systematik
Malajglasögonfågel förekommer i Sydostasien och delas in i fyra underarter med följande utbredning:
- Zosterops auriventer auriventer – sydöstra Myanmar (Tenasserim)
- Zosterops auriventer tahanensis – centrala och södra Malackahalvön
- Zosterops auriventer wetmorei – södra Thailand och norra Malackahalvön
- Zosterops auriventer medius – Borneo

Tidigare behandlades underarterna tahanensis (inklusive medius) och wetmorei som en del av gråsidig glasögonfågel, medan auriventer placerades i indisk glasögonfågel. DNA-studier visar dock att de är nära släkt med varandra och skilda från sina tidigare "moderarter".

## Levnadssätt
Malajglasögonfågeln hittas i skogar och skogsbryn i lägre bergstrakter. Där ses den i aktiva och ljudliga flockar.

## Status och hot
Arten har ett stort utbredningsområde och en stor population, men tros minska i antal, dock inte tillräckligt kraftigt för att den ska betraktas som hotad. Internationella naturvårdsunionen IUCN listar därför arten som livskraftig (LC).